# Hôtel Bardy
Pour les articles homonymes, voir Bardy.
L’hôtel Bardy est un hôtel particulier situé à Montpellier, dans le département de l'Hérault.

## Histoire
Ce bâtiment fait l’objet d’une inscription au titre des monuments historiques depuis le 3 mars 1954.